# Richard Roundtree
Pour les articles homonymes, voir Roundtree.
 (octobre 2023).
Richard Roundtree est un acteur américain, né le 9 juillet 1942 à New Rochelle (État de New York) et mort le 24 octobre 2023 à Los Angeles (Californie)

## Biographie

### Carrière
Il est surtout connu pour son rôle de John Shaft dans le film Les Nuits rouges de Harlem, et dans ses suites Les Nouveaux Exploits de Shaft et Shaft contre les trafiquants d'hommes. Il jouera également dans la série télévisée dédiée au même personnage ainsi que dans le remake du film Shaft de John Singleton, sortie en 2000, où il joue l'oncle du nouveau Shaft, joué par Samuel L. Jackson.
En 2019, après 11 ans d'absence au cinéma, il revient dans la saga Shaft pour un cinquième volet où il joue cette fois-ci le père de John Shaft, toujours interprété par Samuel L. Jackson, et le grand-père de John "J.J" Shaft Junior, incarné par Jessie Usher, qui tient le rôle central. On apprend dans le dernier volet qu'il s'est fait passer pour son oncle pendant plusieurs années avant de lui révéler qu'il était en réalité son père. Dans une scène, John Shaft dit à son père : "Tu es un père merveilleux depuis que tu as arrêté de faire semblant d'être mon oncle".
Il joue aussi dans les films : Tremblement de terre, Un coup de deux milliards de dollars, Bons baisers d'Athènes, Dent pour dent, Haut les flingues, Maniac Cop, Seven, George de la jungle, Justicier d'acier, Brick, Speed Racer et Moving On.
Il a fait également des apparitions dans les séries : MacGyver, Beverly Hills 90210, Magnum, Heroes, Alias, Desperate Housewives, The Closer : L.A. enquêtes prioritaires, Grey's Anatomy, Mentalist et L'Arme fatale.
Il tient un rôle récurrent dans la série Bienvenue chez Mamilia.

### Vie privée
Richard Roundtree a été marié une première fois à Mary Jane Grant de 1963 à 1973, avec qui il a eu deux enfants. 
Il s'est remarié avec Karen Michelle Ciernia en 1980. De leur union naissent trois autres enfants. Ils divorcent en 1988.

### Mort
Il meurt d'un cancer du pancréas le 24 octobre 2023 à Los Angeles,, à l'âge de 81 ans.

## Filmographie

### Cinéma
- 1970 : Que diriez-vous à une femme nue? (What Do You Say to a Naked Lady?) : couple interracial
- 1971 : Les Nuits rouges de Harlem (Shaft) de Gordon Parks : John Shaft
- 1972 : 
  - Baraka à Beyrouth (Embassy) de Gordon Hessler : Richard 'Dick' Shannon
  - Les Nouveaux Exploits de Shaft (Shaft's Big Score!) de Gordon Parks : John Shaft
- 1973 : 
  - Charley le borgne (Charley One-Eye) de Don Chaffey : Ben
  - Shaft contre les trafiquants d'hommes (Shaft in Africa) de John Guillermin : John Shaft
- 1974 : Tremblement de terre (Earthquake) de Mark Robson : Miles Quade
- 1975 : 
  - Man Friday de Jack Gold : Friday
  - Un coup de deux milliards de dollars (Diamonds) de Menahem Golan : Archie
- 1977 : Portrait of a Hitman de Allan A. Buckhantz  : Coco Morrell
- 1979 : 
  - Bons baisers d'Athènes (Escape to Athena) de George Cosmatos :  Nat Judson
  - Le Putsch des mercenaires (Game for Vultures) de James Fargo : Gideon Marunga
  - Le Jour des assassins (Day of the Assassin) de Carlos Vasallo : Fessler
- 1980 : Gypsy Angels de Sean MacGregor : Dr Carlson
- 1981 : 
  - Inchon de Terence Young : Sgt. Augustus Henderson
  - Dent pour dent (An Eye for An Eye) de Steve Carver : Capitaine Stevens
- 1982 : 
  - Épouvante sur New York (Q) de Larry Cohen : Sergent Powell
  - One Down, Two to Go de Fred Williamson : Ralph
- 1983 : 
  - The Big Score de Fred Williamson : Gordon
  - Young Warriors de Lawrence David Foldes : Sergent John Austin
- 1984 : 
  - Killpoint de Frank Harris : Agent Bill Bryant
  - Haut les flingues (City Heat) de Richard Benjamin : Dehl Swift
- 1986 : Le Camp de l'enfer (Opposing Force) de Eric Karson : Stafford
- 1987 : Jocks de Steve Carver: Chip Williams
- 1988 : 
  - Angel III: The Final Chapter de Tom De Simone : Lieutenant Doniger
  - La Vendetta : Officier Kelly
  - Maniac Cop de William Lustig : Commissioner Pike
  - Party Line (en) de William Webb : Capitaine Barnes
- 1989 : 
  - The Banker de William Webb : Lloyd
  - Miami Cops de Alfonso Brescia
  - Night Visitor de Rupert Hitzig : Capitaine Crane
  - Crack House de Michael Fischa : Lieutenant Johnson
- 1990 : Bad Jim : July
- 1991 : A Time to Die de Charles Kanganis : Capitaine Ralph Phipps
- 1992 : Bloodfist III: Forced to Fight : Samuel Stark
- 1993 : 
  - Body of Influence : Harry Reams
  - Deadly Rivals : Agent Peterson
  - Amityville : Darkforce (Amityville: A New Generation) (vidéo) : Pauli
  - Sins of the Night : Les
- 1994 : Mind Twister : Frank Webb
- 1995 : 
  - Once Upon a Time... When We Were Colored : Cleve
  - Seven (Se7en) de David Fincher : procureur de district Martin Talbot
  - Theodore Rex (vidéo) : Commissioner Lynch
  - Ballistic : Harold
- 1996 : Original Gangstas de Larry Cohen : Slick
- 1997 : 
  - George de la jungle (film) (George of the Jungle) de Sam Weisman : Kwame, Traveling Sidekick
  - Shaq Steel (Steel)  de Kenneth Johnson : Oncle Joe
- 2000 : Shaft de John Singleton : oncle John Shaft
- 2001 : 
  - AntiTrust (Antitrust) de Peter Howitt : Lyle Barton
  - Shoot!
  - Hawaiian Gardens de Percy Adlon : M.O.
  - Corky Romano : Howard Shuster
- 2002 : 
  - Al's Lads : Boom Boom
  - Croisière en folie (Boat Trip) de Mort Nathan : le père de Felicia
- 2003 : Vegas Vamps
- 2004 : Max Havoc: Curse of the Dragon : Tahsi
- 2005 : Brick de Rian Johnson : Assistant V.P. Trueman
- 2008 : Speed Racer d'Andy et Larry Wachowski : Ben Burns
- 2019 : 
  - Shaft de Tim Story : John Shaft
  - Ce que veulent les hommes (What Men Want) de Adam Shankman : Skip Davis
- 2022 : Moving On de Paul Weitz : Ralph

### Télévision
- 1973 : 
  - Firehouse : Shelly Forsythe
  - Shaft (série) : John Shaft
- 1977 : Racines ("Roots") (feuilleton) : Sam Bennett
- 1983 : 
  - Magnum : Peter Jordan (saison 3, épisode 20)
  - Just an Overnight Guest : Matt
  - Masquerade : Mean Willy
- 1984 : The Baron and the Kid : Frosty
- 1985 : A.D. : Anno Domini (feuilleton) : Serpenius
- 1986 : 
  - Outlaws (en)
  - Le Cinquième missile (The Fifth Missile) : commandant Frederick Bryce
  - Outlaws (série) : Isaiah 'Ice' McAdams
- 1988 : 
  - Daddy Can't Read : Jason
  - Cadets (série) : Sergent Matt Gideon
- 1989 - 1991: Générations (Generations) (série) : Dr Daniel Reubens
- 1990 : MacGyver (saison 6, épisode 1 "Le gang anti-drogue") : R.T. Hines
- 1991 :
  - Beverly Hills 90210 : Robinson Ashe Jr. (saison 2, épisode 9)
  - Nero come il cuore
- 1992 : Christmas in Connecticut : Prescott
- 1993 : 
  - Moscacieca : Gray
  - Bonanza: The Return : Jacob Briscoe
- 1994 : Shadows of Desire : Dunc
- 1995 : Bonanza: Under Attack : Jacob
- 1996 : Buddies (série télévisée) : Henry Carlisle
- 1997 : 
  - La Course à l'otage (Any Place But Home) : Gil Oberman
  - 413 Hope Street ("413 Hope St.") (série) : Phil Thomas (1997-1998)
- 1999 : 
  - Premiers secours ("Rescue 77") (série) : Capitaine Durfee
  - Having Our Say: The Delany Sisters' First 100 Years : Booker T. Washington
- 2002 : Joe and Max : Jack Blackburn
- 2002 - 2003 : As the World Turns (série) : Oliver Travers
- 2004 : 
  - Alias (série) : Brill (Saison 3 : épisodes 8 et 20)
  - Desperate Housewives (série) : Jerry Shaw
- 2005 : 
  - Painkiller Jane : Colonel Watts
  - The Closer : L.A. enquêtes prioritaires : Colonel Walter (Saison 1 : épisode 4)
- 2006 : 
  - Heroes (série) : Charles Deveaux
  - Grey's Anatomy (série) : Donald Burke, Saison 3 - Épisode 2
- 2007 : Dangereuse convoitise (Point of Entry) : inspecteur Miles Porter
- 2011 : Mentalist (série)  Floyd Benton, Saison 3 - Épisode 11
- 2017-2018 : Star : Charles Floyd
- 2018 : L'Arme fatale, Saison 3 épisode 3 : le père de Trish
- 2019 - 2020 : Bienvenue chez Mamilia : « Grand-père Jebedia » McKellan

## Voix francophones
En France
| - Sady Rebbot (*1935 - 1994) dans : - Les Nuits rouges de Harlem - Les Nouveaux Exploits de Shaft - Shaft contre les trafiquants d'hommes - Magnum (série télévisée) - Haut les flingues ! - Beverly Hills 90210 (série télévisée) - Christmas in Connecticut (téléfilm) - Jean-Michel Martial (*1952 - 2019) dans : - Desperate Housewives (série télévisée) - The Closer : L.A. enquêtes prioritaires (série télévisée) - Heroes (série télévisée) - Dangereuse Convoitise (téléfilm) - Bricolage et remue-ménage (téléfilm) - Star (série télévisée) - Med Hondo (*1935 - 2019) dans : - Tremblement de terre - Un coup de deux milliards de dollars - Le Putsch des mercenaires - Alias (série télévisée) - Pascal Renwick (*1954 - 2006) dans - Killpoint (en) - MacGyver (série télévisée) - Seven - Cavale sans retour (téléfilm) | - Thierry Desroses dans : - Missing : Disparus sans laisser de trace (série télévisée) - Vol 732 : Terreur en plein ciel (téléfilm) - Ce que veulent les hommes - Thelma - Robert Liensol (*1922 - 2011) dans - Dent pour dent - Angel 3, le chapitre final (en) - Crack House (en) - Sylvain Lemarié (*1952 - 2023) dans : - Shaft (2000) - Shaft (2019) - Saïd Amadis dans : - Antitrust - The Player (série télévisée) Et aussi - Mostéfa Stiti dans Le Camp de l'enfer - Pierre Saintons dans Maniac Cop - Bruno Dubernat (*1962 - 2022) dans : Sale temps pour mourir - Marc Cassot (*1923 - 2016) dans Le Prince de Bel-Air (série télévisée) - Daniel Kamwa dans George de la jungle - Thierry Mercier (*1961 - 2023) dans Premiers secours (série télévisée) - Paul Borne dans Speed Racer - Hervé Furic dans Chicago Fire (série télévisée) - Philippe Roullier dans Bienvenue chez Mamilia (série télévisée) |